# Флавоноид
Флавоноид е термин, обозначаващ един клас от растителни вторични метаболити, базирани около структурата на фенилбензопирона. Флавоноидите са най-широко познати заради действието си като антиоксиданти. В средствата за масова информация флавоноидите често се наричат „биофлавоноиди“ – двата термина са еквивалентни и взаимозаменяеми, тъй като всички флавоноиди са с биологически произход.

## Биосинтез
Синтетичният път на флавоноидите започва с един продукт на гликолизата, фосфоенолпируват, който влиза в шикиматен път, за да се получи фенилаланин. Фенилаланинът е изходен материал за фенилпропаноидния метаболичен път, от който се произвежда 4-кумарил-КоА. Той може да се комбинира с малонил-КоА, за да се получи истинският скелет на флавоноидите, група съединения, наричани халкони. Пръстенното затваряне на тези съединения резултира в познатата форма на флавоноидите – трипръстенна фенолна структура (полифеноли). Метаболичният път продължава през поредица от ензимни модификации, за да се получат флаванони → дихидрофлаваноли → антоцианини. По този път могат да се образуват много продукти като флаваноли, флаван-3-оли, проантоцианидини (танини) и куп други полифенолни съединения.
Флавоноидите са широко разпространени в растенията, изпълнявайки много функции като производството на жълта или червена/синя пигментация при цветята и предпазване от атаки на микроби и насекоми. Широкото разпространение на флавоноидите, тяхното разнообразие и сравнително ниската им токсичност в сравнение с други активни растителни съединения (например алкалоидите) означават, че много животни, включително и хората, поглъщат значителни количества от тях с храната си. Открити са флавоноиди в големи концентрации при пеперудите и молците, получени при поемане в стадия на ларви и впоследствие запазени в тъканите на възрастното животно.